# Overdekte brug

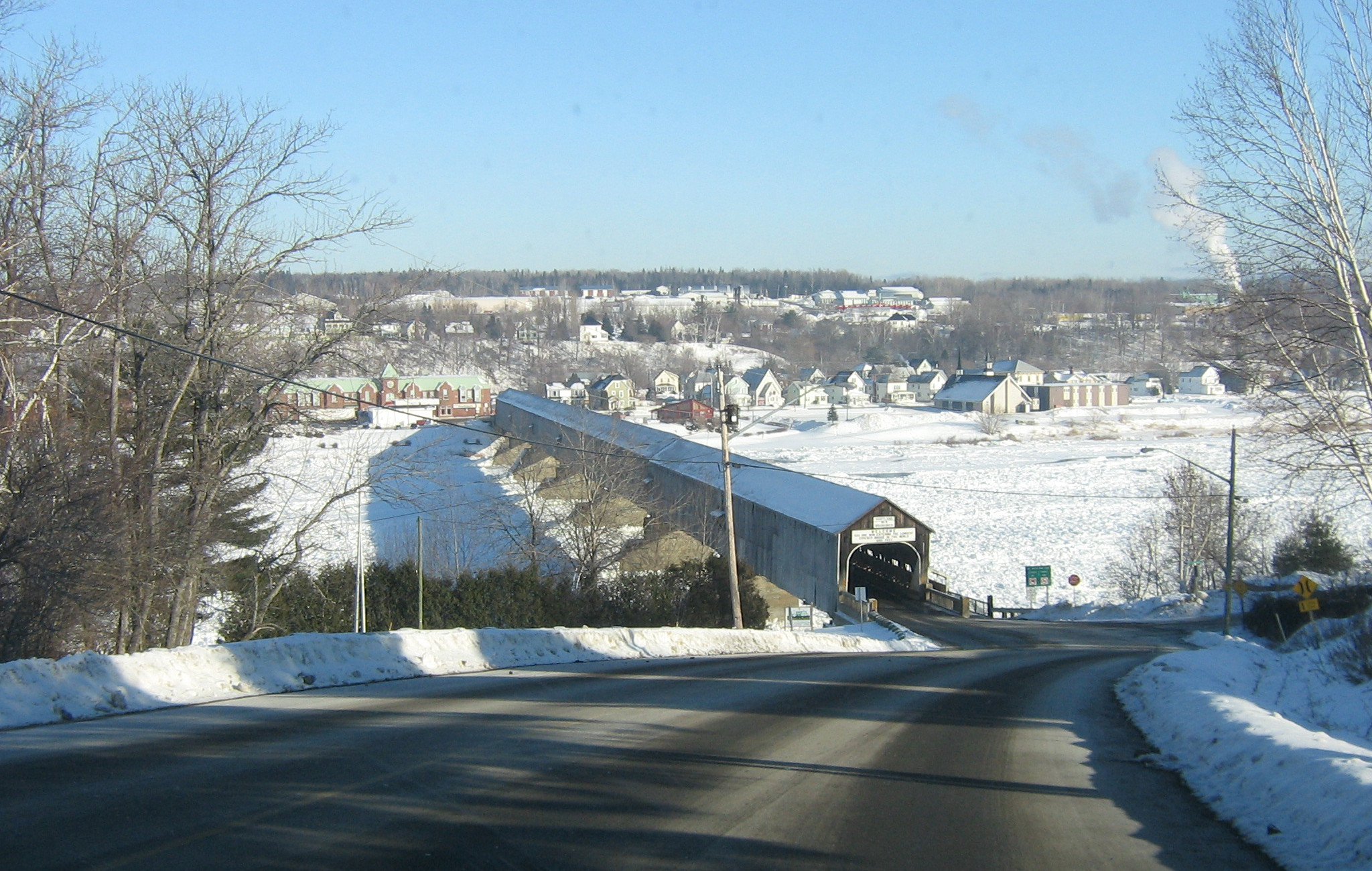
Canadese Hartland Bridge

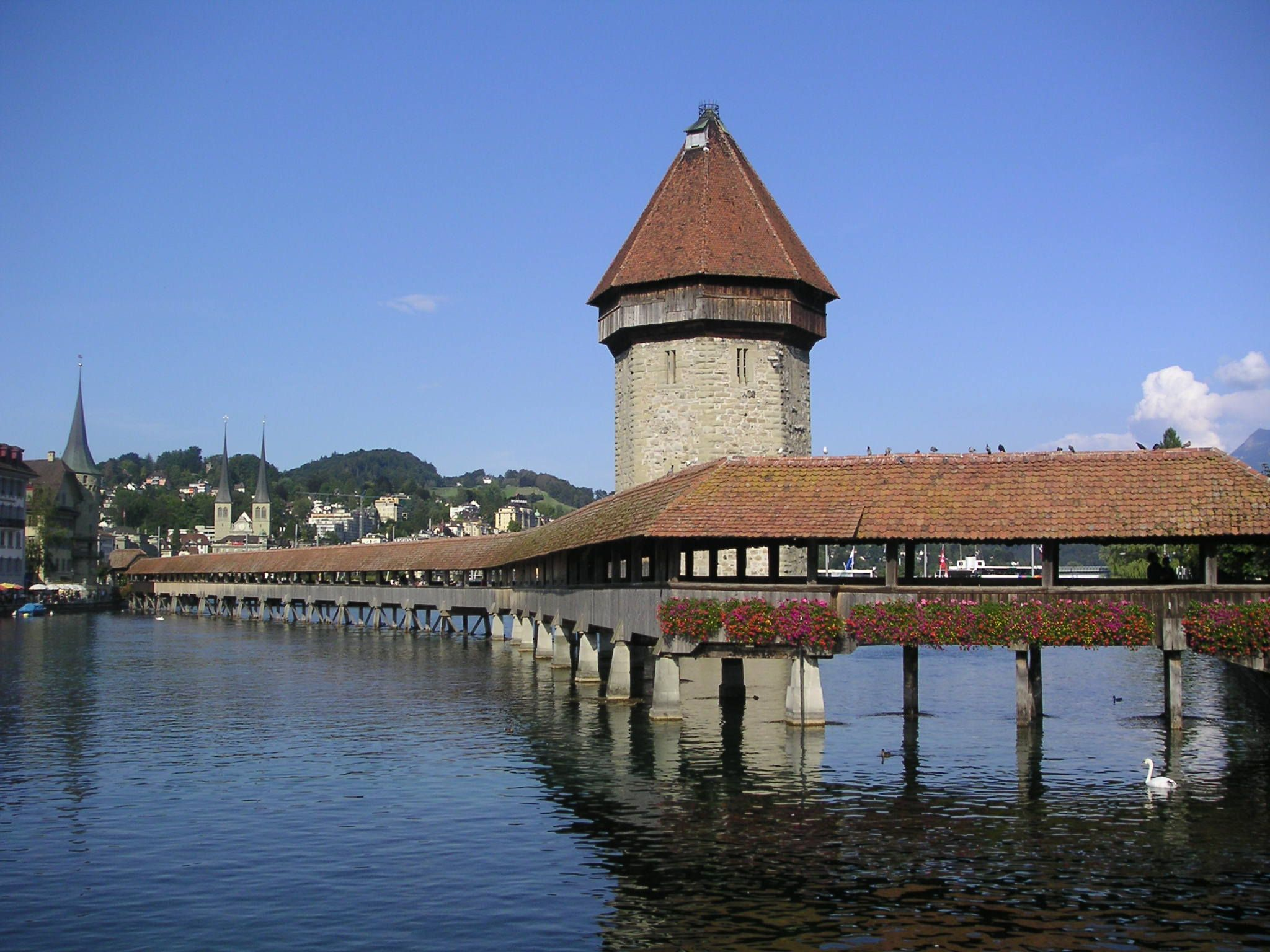
Zwitserse Kapelbrug

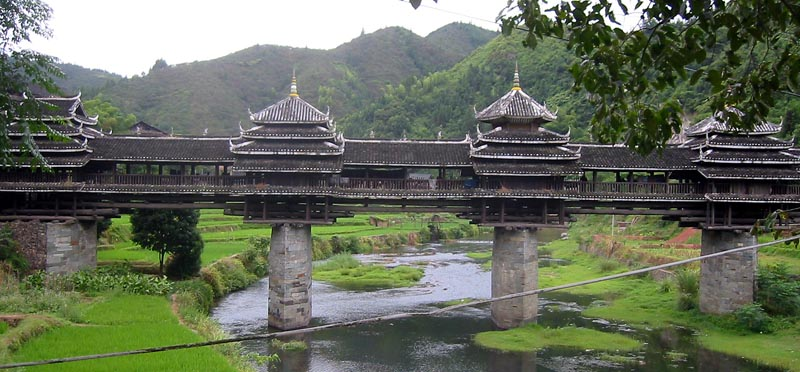
Chinese Dongbrug

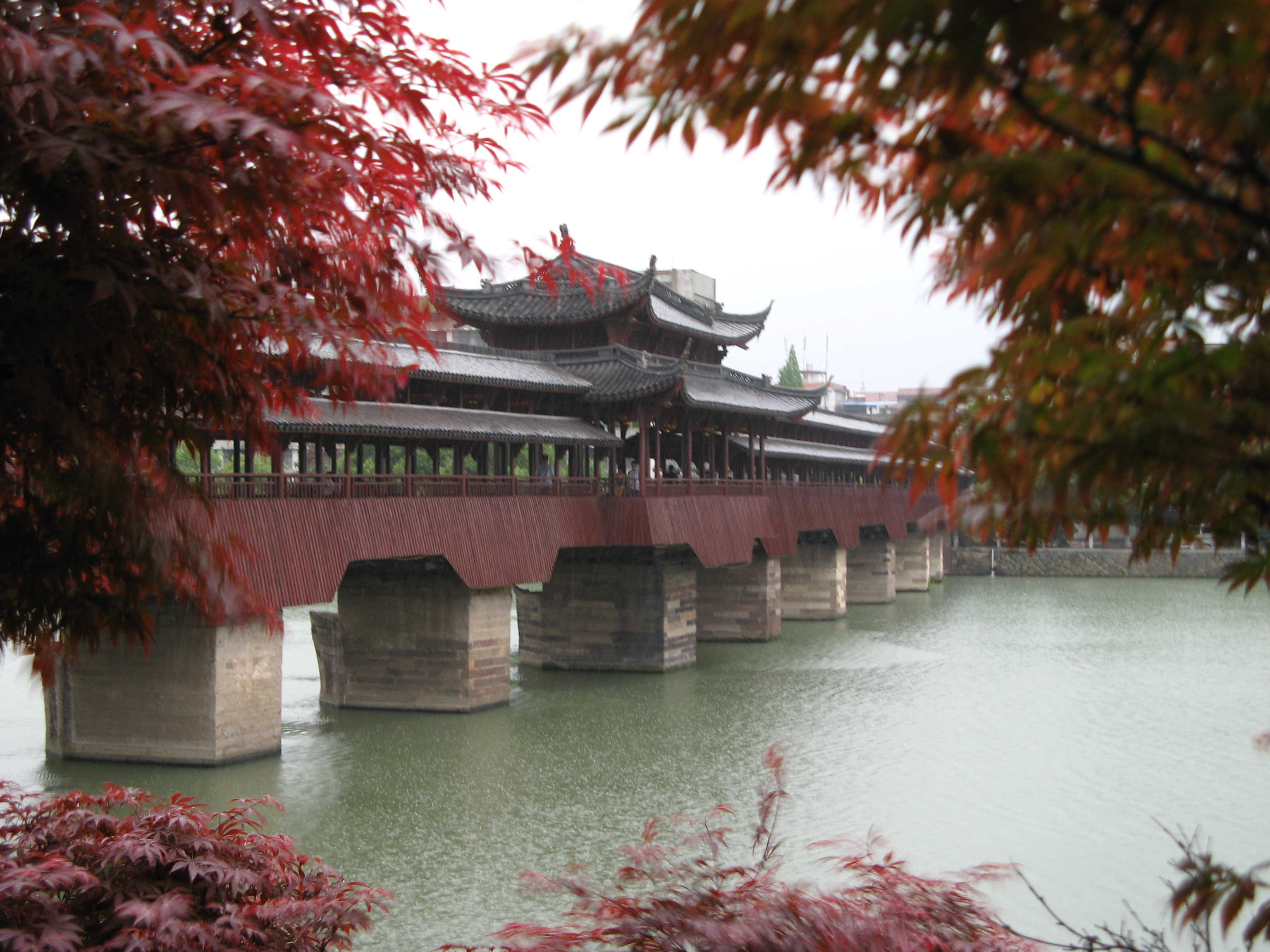
Chinese Xijinbrug

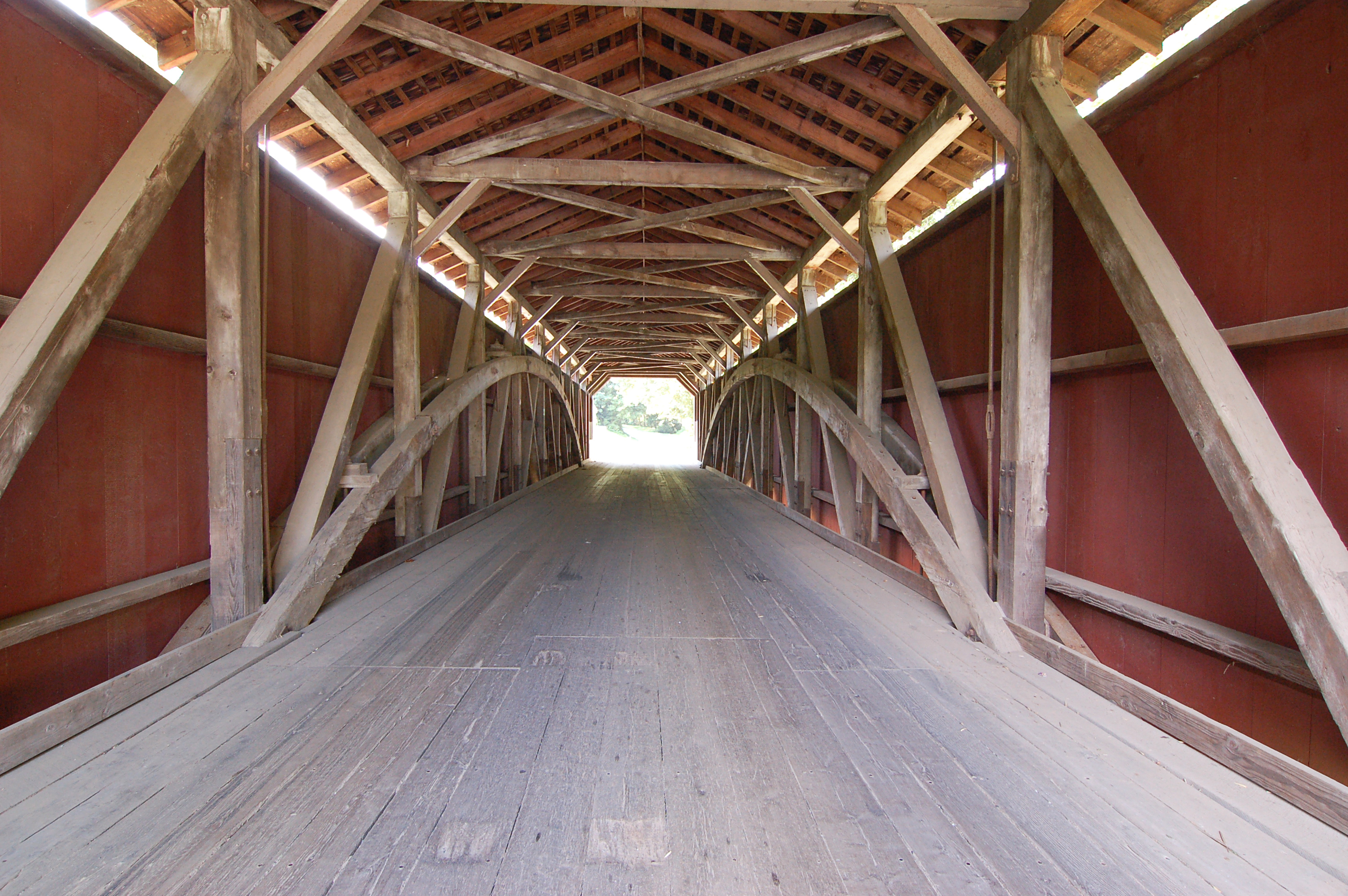
Baumgardener's Covered Bridge

Een overdekte brug is de naam meestal gebruikt voor houten brugconstructies met overdekt wegdek.
Het doel van de bekleding is om de houten constructiedelen tegen het weer te beschermen. Gewone houten bruggen hebben meestal een levensduur van slechts 20 jaar vanwege de effecten van regen en zon, maar een overdekte brug kan 100 jaar meegaan.

## Geschiedenis
Het principe van overdekte houten bruggen kende reeds geruime verspreiding in de middeleeuwen in Europa, waar er vele in Duitsland en Zwitserland gebouwd werden. 
In 1272 werd reeds een overdekte houten brug over de Rijn gebouwd in het Duitse Bad Säckingen, een brug die in de 16e eeuw herbouwd moest worden.
De Kapelbrug in het Zwitserse Luzern dateert uit 1365.
De typische Dong-architectuur, in de Chinese provincies Guizhou kende ook overdekte houten bruggen, 'wind- en regenbruggen' (lángqiáo, 廊桥) genoemd. Ook in de provincie Fujian en het zuiden van Zhejiang zijn overdekte houten bruggen. De stijl kwam in Azië ook in Japan en Indonesië voor.
In de 19e en begin 20e eeuw werd de bouwvorm ook veelvuldig gebruikt in Noord-Amerika, zowel in Amerikaanse staten als Californië, North Carolina, Pennsylvania, Oregon, New Hampshire, New York, Ohio, Alabama, Tennessee, Indiana, Iowa, Maine, Michigan, Missouri, Vermont, Virginia en West Virginia als in de Canadese provincies Québec en New Brunswick. Van de meer dan 1000 dergelijke Canadese bruggen, zijn er slechts iets meer dan 100 bewaard gebleven. De langste overdekte houten brug ter wereld is de Hartland Bridge in het Canadese New Brunswick. De Noord-Amerikaanse bruggen kregen veel aandacht na de roman The Bridges of Madison County (1992) van Robert James Waller en de succesvolle gelijknamige film uit 1995.
De structuur kende ook een uitloper in het gebruik van luchtbruggen in de architectuur.